# Удобрение океана железом
Удобрение океана железом (англ. Iron Fertilization) —  метод геоинженерии, направленный на стимулирование роста фитопланктона в океане путём добавления в него соединений железа. Предполагается, что это увеличит поглощение углекислого газа (CO₂) из атмосферы за счёт биологического насоса. Идея основана на том, что в некоторых районах океана (например, в Южном океане) рост фитопланктона ограничен недостатком железа, важного микроэлемента для фотосинтеза.  
Согласно исследованиям, в «высокопродуктивных» зонах океана (например, в прибрежных водах) фитопланктон активно поглощает CO₂. Однако в «высокопродуктивных, но бедных железом» районах биомасса водорослей остаётся низкой, несмотря на обилие азота и фосфора. Лабораторные и полевые эксперименты подтвердили, что добавление железа может вызвать массовое цветение фитопланктона.  
После отмирания часть водорослей опускается на дно, унося углерод в глубинные слои океана, где он может оставаться сотни лет. Этот процесс называется биологическим насосом и рассматривается как потенциальный способ смягчения антропогенного изменения климата

## Эффективность и критика
Хотя удобрение железом теоретически способствует связыванию углерода, его эффективность остаётся спорной. Исследования (включая 13 крупномасштабных экспериментов с 1990 года) показали, что метод часто даёт низкий результат, а в некоторых случаях эффект отсутствует вовсе. По оценкам 2017 года, для заметного сокращения выбросов CO₂ потребовалось бы вносить миллионы тонн железа ежегодно.
Критики указывают на недостаточную изученность долгосрочных последствий, включая:  - выбросы оксидов азота  - нарушение баланса питательных веществ  - непредсказуемые изменения в морских экосистемах.

## Современный интерес
Несмотря на сомнения, интерес к методу сохраняется. В 2021 году NOAA (Национальное управление океанических и атмосферных исследований США) оценило удобрение железом как метод с "умеренным потенциалом" по стоимости, масштабируемости и длительности хранения углерода.
Однако экономическая целесообразность под вопросом: затраты на распыление железа в океане могут превышать стоимость углеродных кредитов, а связывание углерода остаётся незначительным.